# Emma Mærsk
Emma Mærsk (укр. Емма Маерск) — судно-контейнеровоз, що належить данській компанії AP Moller-Maersk Group і побудоване на верфі «Lindoe» в Данії, яка входить в компанію «Odense Steel Shipyard Ltd» в 2006 році (пізніше були споруджені ще 7 суден такого ж типу). На момент споруди Emma Mærsk була найбільшим у світі контейнеровозом. Довжина судна 397,71 метра, ширина 56,55 метра і висота від кіля до палуби 30 метрів. Водотоннажність 156 907 метричних тонн. Emma Mærsk може перевозити до 11000 (за іншими даними до 13 800) контейнерів. Судно названо власником суднобудівної компанії Арнольдом Мерском Маккінні Меллером на честь його покійної дружини Емми (1913—2005).
- Вантажопідйомність — 123,200 тонн.

Порівняння розмірів найбільших суден світу:
1. Knock Nevis
2. Emma Mærsk
3. Queen Mary 2
4. MS Berge Stahl
5. USS Enterprise

- Судно оснащене 14 циліндровою дизельною установкою Wärtsilä-Sulzer RTA96-C. (26,7 х13, 2 м), вагою 2300 тонн.
- Потужність — 108 920 к.с.
- Швидкість — 31 вузол.
- Завантаження можливе відразу з 11 кранів.
- Капітанський місток знаходиться на 10 поверсі надбудови судна.
- Внаслідок розмірів судна для нього закритий Панамський канал.
- Судно курсує між Далеким Сходом і Європою через Суецький канал.

 Emma Mærsk  проходить приблизно 170 000 морських миль на рік, що відповідає 7 ½ відстаням навколо Землі. При повному завантаженні Emma Mærsk вміщує 11000 повних 20-футових контейнерів або 14 700 порожніх контейнерів.
18 березня 2011 Королівський монетний двір Данії випустив в обіг монету номіналом 20 крон, присвячену судну-контейнеровозу  Emma Mærsk 